# De hunsades revansch
De hunsades revansch - En resa i fascismens Frankrike, är en bok av Bim Clinell från 1999.

## Baksidetext
Hur kunde det högerextremistiska Nationella Fronten bli det största partiet bland franska arbetare? Bim Clinell beskriver partiets strategi som en långsiktig infiltration av inflytelserika grupper som fackförbund, föreningar samt kretsar inom kulturlivet. Vi får möta väljarna; nyfascister och rasister men främst vanligt folk som känner sig besvikna på de traditionella politikerna.
Boken blev nominerad till Augustpriset i klassen fackböcker år 1999.